# Poimandres
Poimandres, na cultura hermética, era uma espécie de deidade, responsável pela mente e pela luz da alma da humanidade. Visto sob a forma de um dragão sagrado para os alquimistas, ele abria as portas do mundo invisível para os homens. Também é chamado de O Dragão da Sabedoria. Ele é visto também na Tábua de Esmeralda, livro alquímico supostamente escrito no primeiro século da era cristã pelo faraó egípcio e deus grego, inspirado no deus egípcio Thot, Hermes Trismegisto (Ερμης ο Τρισμεγιστος - Hermes Três Vezes o Grande). Nessa passagem do livro, há um diálogo entre Hermes Trismegisto e Poimandres:
Hermes Trismegisto, Três Vezes o Grande, caminhava por um estranho rochedo e decidiu meditar. Fechou seus olhos e, respondendo às leis divinas, viu-se dentro do mundo invisível. Uma vez lá deparou-se com o grande dragão da sabedoria, uma figura imponente cujas asas cobriam o Sol como nuvens imensas emitindo raios luminosos: " Hermes Trismegisto, o Três Vezes o Grande, por que tentas adentrar o mundo invisível?" Espantado com aquela figura, Hermes Trismegisto abaixou a cabeça como símbolo de humildade e respeito, e disse: " Nobre criatura. Embora vós sabeis meu nome, eu não sei o vosso. Como eu poderia cumprimentá-la? Sua presença me enche de honra" " Chamo-me Poimandres. Sou a mente e a luz do universo. Sou eu quem transmite inteligência e criatividade para a mais ignorante das criaturas." " Sublime! Conduz-me pelos mundos invisíveis." " O que desejas encontrar lá, Hermes? Quais são suas intenções?" "Tenho em mente ajudar a humanidade. Eu amo todas as pessoas da Terra!" Após um exame na mente de Hermes Trismegisto, Poimandres percebeu o afeto de Hermes pela humanidade e a compaixão que sentia pelo seus sofrimento. " O que diz é verdade- concordou Poimandres- Tu terás minha ajuda em sua santa tarefa." Então, fez-se luz do dragão e, dessa luz, surgiu uma ponte pela qual Hermes Trismegisto caminhou. Ao fim da travessia, ele se deparou com um abismo de escuridão que se rompeu  aos seus pés. Do céu despencou uma tempestade de águas turvas e Hermes pôde ouvir o som de gritos de sofrimento e agonia. Esses gritos foram interrompidos por uma voz divina que falava com Hermes Trismegisto: " Sou eu o deus da luz e da mente. O pilar luminoso sob meus pés é feito de confiança e compreensão. Entenda o que lhe digo, Hermes, e transmita aos outros seres.- Hermes concordou e a voz disse- Não deixe os maus sentidos controlarem seu corpo ou o desejo de violência se apossarem de sua mente. Quem cede a esses pecados é castigado com insatisfação e turbulência. Tu, Hermes, o Três Vezes o Grande, deves semear sabedoria e espalhar as águas do conhecimento. Agora, devo e vou me calar; mas meu silêncio está infestado de vida e esperança. Transmita aos humanos minhas mensagens. Eu, Poimandres, o dragão da sabedoria, transmito paz e luz para as criaturas da Terra."